# Проточное (Ленинградская область)
Проточное (до 1949 года Ярвенпяя, Канттомяки, фин. Järvenpää, Kanttomäki) — посёлок в Севастьяновском сельском поселении Приозерского района Ленинградской области.

## Название
Топоним Ярвенпяя в переводе означает «конец озера».
В основу нового названия были положены местные «природные признаки».

## История
- Село Ярвенпягови на русской карте 1745 года

- Деревня Ярвенпяя на финской карте 1923 года

До 1939 года деревня Ярвенпяя входила в состав волости Каукола Выборгской губернии Финляндской республики.
С 1 января 1940 года в составе Карело-Финской ССР.
С 1 августа 1941 года по 31 июля 1944 года финская оккупация.
С 1 ноября 1944 года в составе Сепянъярвского сельсовета Кексгольмского района.
С 1 октября 1948 года в составе Севастьяновского сельсовета Приозерского района.
С 1 января 1949 года учитывается как деревня Проточное.
В 1950 году деревня насчитывала 145 жителей.
С 1 июня 1954 года в составе Богатырёвского сельсовета.
С 1 февраля 1963 года — в составе Выборгского района.
С 1 января 1965 года — вновь в составе Приозерского района. В 1965 году деревня насчитывала 71 жителя.
По данным 1966, 1973 и 1990 годов посёлок Проточное входил в состав Богатырёвского сельсовета.
В 1997 году в посёлке Проточное Богатырёвской волости проживали 7 человек, в 2002 году — 21 человек (русские — 90 %).
В 2007 году в посёлке Проточное Севастьяновского СП проживали 8 человек, в 2010 году — 19 человек.

## География
Посёлок расположен в северной части района на автодороге 41К-762 (подъезд к пос. Проточное).
Расстояние до административного центра поселения — 6 км.
Расстояние до ближайшей железнодорожной станции Кузнечное — 10 км.
Посёлок находится на западном берегу Невского озера.

## Демография
| 2007 | 2010 | 2017 |
| ---- | ---- | ---- |
| 8    | ↗19  | ↘11  |

## Улицы
Полевая, Речная, Хвойная.